# یو-آن فن دایک
یو-آن فن دایک (انگلیسی: Jo-Ane van Dyk; ۳ اکتبر ۱۹۹۷ ) پرتاب‌گر نیزه زن اهل آفریقای جنوبی است.
وی در مسابقات کشوری و بین‌المللی در مجموع برندهٔ ۴ مدال نقره، ۱ مدال برنز شده است.